# Bergön, Kalix kommun
Bergön är en ö i Bottenviken och ligger i Töre socken, Kalix kommun.
Vid folkräkningen 1960 (befolkning enligt den 1 november 1960) var ön obebodd och omfattade en areal av 17,92 km², varav 17,68 km² land.